# 北見西インターチェンジ

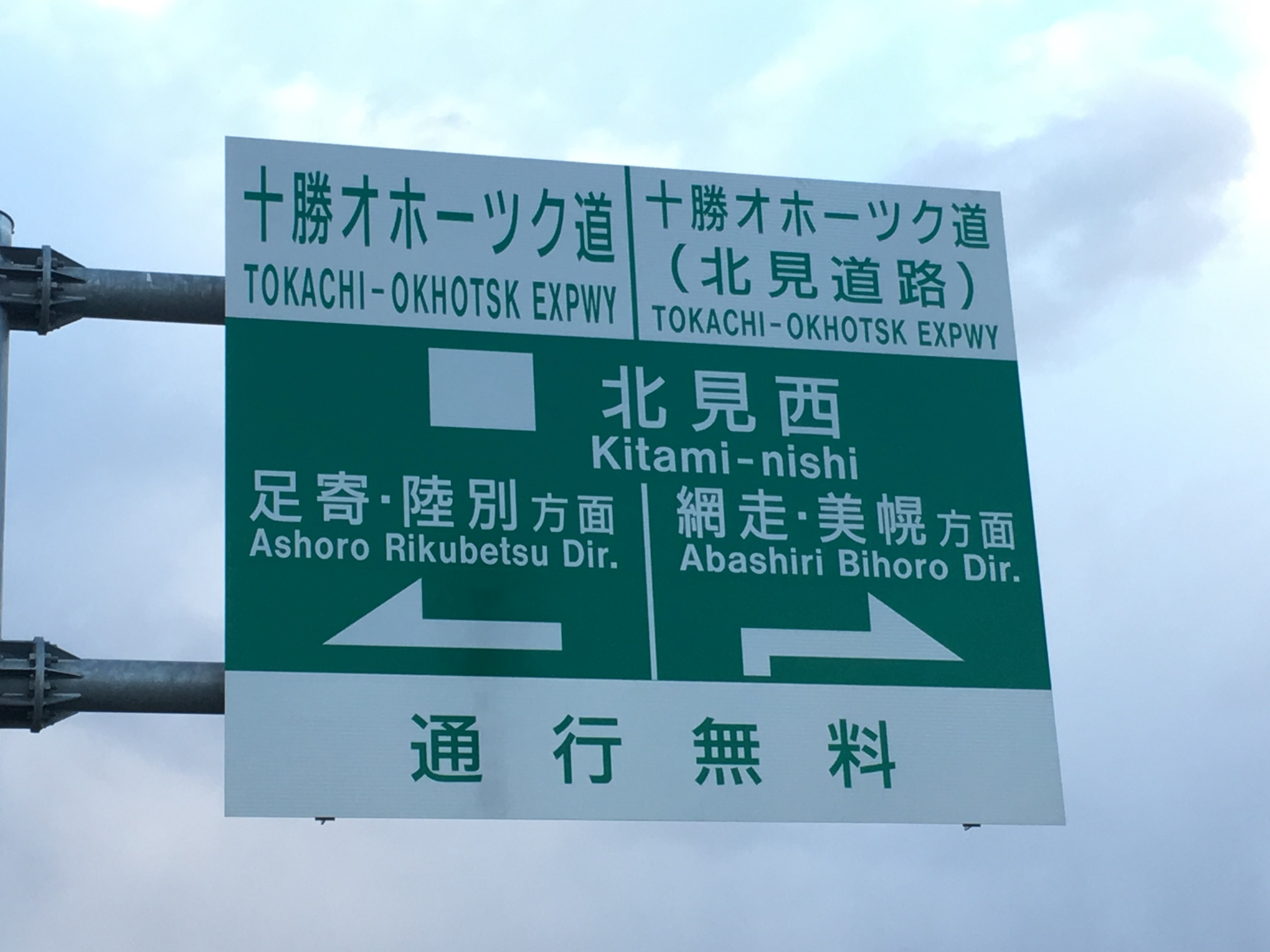
インターチェンジ標識（2017年4月）

北見西インターチェンジ（きたみにしインターチェンジ）は、北海道北見市北上にある十勝オホーツク自動車道および北見道路のインターチェンジ。
北見西ICから北見道路を利用した場合、次に降りることのできるICは北見中央ICとなる。

## 歴史
- 2003年（平成15年）12月25日 : 足寄 – 北見間が新直轄方式により整備されることが決定[3]。
- 2006年（平成18年）2月7日 : 陸別小利別 – 北見間が「緊急に整備すべき区間」として着工が決定[4][5]。
- 2013年（平成25年）
  - 2月18日 : IC名称を「北見IC」から「北見西IC」に正式決定。
  - 3月31日 : 北見道路（北見西IC - 北見東IC間）が開通[6]。
  - 12月24日 : 地域活性化インターチェンジとして北見西IC - 北見中央IC間に北見北上（きたみきたがみ）ICが設置されて供用開始[7][8]。
- 2015年（平成27年）11月8日 : 十勝オホーツク自動車道の訓子府IC - 北見西IC間が開通[9]。

## 周辺
- 北海道糖業
  - 北見製糖所
  - バイオ生産部北見工場
- 北見工業団地[10]
- 北見市立上常呂小学校
- 北見市立上常呂中学校

## 接続する道路
- 直接接続
  - 北海道道261号置戸福野北見線
- 間接接続
  - 北海道道50号北見置戸線

## 隣
E61 十勝オホーツク自動車道
訓子府IC - (1) 北見西IC
E61 北見道路
(1) 北見西IC - (1-1) 北見北上IC